# Pierre Denys de Montfort
Pierre Dénys de Montfort (Dunkerque, 16 giugno 1766 – Parigi, 1820) è stato uno zoologo e naturalista francese.

## Biografia

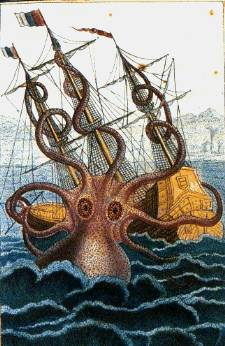
Il polpo gigante in un'illustrazione di de Montfort del 1810

Appassionato di animali sin dall'infanzia, dopo aver raggiunto la maggiore età Pierre Dénys de Montfort si arruolò e fu ufficiale e aiuto di campo di Claude Roberjot nel 1795. Dopo il congedo cominciò a lavorare con il geologo Barthélemy Faujas de Saint-Fond e poi approdò al Museo nazionale di storia naturale di Francia, dove il suo talento nella zoologia e poliglottia furono rapidamente notati. Durante la campagna d'Egitto Déodat de Dolomieu gli offrì un posto nella delegazione scientifica francese, ma Montfort declinò l'invito, preferendo recarsi in Germania con Louis Jean-Marie Daubenton. Montfort viene ricordato soprattutto come pioniere della malacologia e della concologia. Tra il 1801 e il 1802 scrisse e pubblicò i due volumi di Histoire Naturelle Générale et Particulière des Mollusques come un aggiunto alla Storia naturale di Georges-Louis Leclerc de Buffon, poi pubblicato anche in Italia nel 1820 con il titolo Storia Naturale, Generale e Particolare de' Molluschi, Animali senza vertebe e sangue bianco. Successivamente pubblicò anche i due volumi de Conchyliologie systématique, et classification méthodique de coquilles tra il 1808 e il 1810. Classificò e catalogò 129 specie di molluschi precedentemente sconosciuti.
Nonostante i notevoli contributi a diverse branche della zoologia, Montfort finì per perdere tutta la sua credibilità professionale a causa dei suoi studi e le sue teorie sul kraken. Nell'Histoire Naturelle Générale et Particulière des Mollusques distinse due tipologie di calamari giganti: l'"immense poulpe" e il "kraken-pieuvre". Montfort descrisse il kraken basandosi sulle descrizioni di marinai norvegesi, balenieri americani e gli scritti di Plinio il Vecchio. Le sue ipotesi ardite e fantasiose gli valsero lo scherno dei colleghi accademici, in particolare per la sua affermazione (successivamente smentita) che il kraken avrebbe affondato dieci navi da guerre britanniche durante una notte del 1782. Per quanto il kraken rimanga una creatura leggendaria, la scoperta dell'architeuthis nel 1857 giustifica almeno in parte alcune delle sue ricerca sui calamari giganti.
De Montfort si dedicò anche all'apicoltura, pubblicando Ruche à trois récoltes annuelles, fortifiée, économique, et son gouvernement, ou Moyen de mettre les abeilles à couvert contre les attaques de leurs ennemis nel 1813. Nel 1814 pubblicò un breve dizionario con un centinaio di lemmi in sette lingue differenti, cercando di trarre profitto dalla presenza dei militari da diverse nazioni che si erano riversati a Parigi dopo la caduta di Napoleone. Continuò a pubblicare articoli scientifici fino al 1816, ma dopo aver perso credibilità nei circoli accademici sprofondò nella povertà e morì di stenti a Parigi nel 1820 (o 1821).

## Opere
- Aux citoyens françois, professeurs et administrateurs du Muséum national d'histoire naturelle de Paris (1800)
- La Vie et les aventures politiques de Nadir-Mirza-Shah (1800)
- Histoire naturelle, générale et particulière des mollusques, animaux sans vertèbres et à sang blanc, 4 volumi (1801–1804)
- Conchyliologie systématique, et classification méthodique des coquilles : offrant leurs figures, leur arrangement générique, leurs descriptions caractéristiques, leurs noms ; ainsi que leur synonymie en plusieurs langues ; ouvrage destiné à faciliter l'étude des coquilles, ainsi que leur disposition dans les cabinets d'histoire naturelle. Coquilles univalves, cloisonnées, 2 volumi (1808-1810)
- Ruche à trois récoltes annuelles, fortifiée, économique : et son gouvernement, ou, moyen de mettre les abeilles à couvert contre les attaques de leurs ennemis, en partageant avec elles chaque année, au printemps, en été et en automne, leur miel et leur cire, sans faire périr une seule mouche (1813).